# Flanthey
Flanthey est une localité de la commune de Lens dans le district de Sierre en Suisse.

## Toponymie
Ce lieu est attesté en 1313 sous la forme "eys Plantaes", du latin plantatis, soit lieux "plantés". Au cours du XXe , voire XIXe siècle, le parler de Lens évolue, le -s- final de l’article et le p- initial de Plantées forment normalement un f- et les Plantées deviennent, en suivant la prononciation locale, Flanthey.
Il semble toutefois que cette première mention trouvée dans le Registre d'Anniviers soit en fait liée à Plantassage qui faisait alors partie de la commune de Granges. En effet Flanthey ne comportait pas de vigne à cette époque, au contraire de Plantassage.

## Géographie
Le village se trouve sur le flanc de la colline du Châtelard, située sur le coteau de Sierre, sur la rive droite de la vallée du Rhône dans le canton du Valais. Il est entouré des villages et hameaux de Chelin (à l'ouest), Valençon (à l'est), Condémines et St-Clément (au sud-est) et Vaas (au sud). On y a accès depuis Granges, en plaine, ou par le village de Lens, en amont, chef-lieu de la commune éponyme.

## Population

### Gentilé
Les habitants de la localité se nomment les Flantheysans.

### Démographie
La population de Flanthey, contrairement à l'expansion de celle de sa commune, qui compte, au 31 décembre 2023, 4 439 habitants, demeure stable depuis les dernières années. En incluant les villages et hameaux limitrophes ce chiffre se monte à 901 (2023).

## Le Temps du Cornalin
Le Temps du Cornalin est une fête villageoise réunissant un comité d'encaveurs de la région (l'association compte par ailleurs un total de 17 caves), pour une dégustation des meilleurs crûs de la saison écoulée. Elle se déroule le samedi du troisième week-end de septembre, la veille de la fête patronale du village.